# Толстий Врх (Словенське Коніце)
Толстий Врх (словен. Tolsti Vrh) — поселення в общині Словенське Коніце, Савинський регіон, Словенія. Висота над рівнем моря: 453,9 м. Він розташований на південних схилах гори Коніце (словен. Konjiška gora) на південь від міста Словенське Коніце. Територія є частиною традиційного регіону Штирія. Зараз муніципалітет входить до статистичного регіону Савінья.